# جاك سكوت (نقابي)
جاك سكوت (بالإنجليزية: Jack Scott)‏ هو نقابي أمريكي، ولد في 12 مايو 1910، وتوفي في 30 ديسمبر 2000.